# Krzysztof Jaraczewski
Krzysztof Józef Jaraczewski (ur. 15 września 1954 w Londynie) – polski architekt, prezes Fundacji Rodziny Józefa Piłsudskiego, współorganizator i pierwszy dyrektor Muzeum Józefa Piłsudskiego w Sulejówku (2008-2018); wnuk Marszałka Polski Józefa Piłsudskiego.

## Życiorys
Urodził się jako drugie dziecko Jadwigi Piłsudskiej-Jaraczewskiej oraz Andrzeja Jaraczewskiego. Młodość spędził w Anglii, gdzie jego rodzina przebywała na politycznej emigracji. W 1980 na uniwersytecie technicznym Kingston Polytechnic uzyskał tytuł zawodowy architekta Bachelor of Arts oraz Diploma of Architecture (architektkami są również jego matka Jadwiga oraz siostra Joanna).
Na początku lat 80. pracował w Australii jako tłumacz dla Amnesty International. Był również korektorem tłumaczenia Człowieka z żelaza. Następnie pracował w zawodzie architekta w prywatnych firmach. Równocześnie brał udział w życiu polskiej emigracji. 13 grudnia 1981 zorganizował pod ambasadą PRL-u w Londynie demonstrację Polish Solidarity Campaign. Był też współzałożycielem organizacji Friends of Poland, organizował wystawę dokumentów pt. Fasada i tyły.
Jesienią 1990 wrócił z rodziną na stałe do Polski. Angażuje się w działalność Instytutu Józefa Piłsudskiego Poświęconemu Badaniu Najnowszej Historii Polski oraz założonej przez jego matkę oraz ciotkę Wandę Fundacji Rodziny Józefa Piłsudskiego, której jest obecnie prezesem.
Fundacja z Krzysztofem Jaraczewskim na czele doprowadziła do przekazania dworku "Milusin" oraz innych nieruchomości na utworzenie Muzeum Józefa Piłsudskiego w Sulejówku. Od 10 listopada 2008 był dyrektorem tego dopiero powstającego muzeum, funkcję pełnił do 2018 (nie ubiegał się o kolejną kadencję). Od 1990 do 1998 wykładał na Wydziale Architektury Politechniki Warszawskiej. Jest członkiem Stowarzyszenia Architektów Polskich oraz Royal Institute of British Architects (Królewski Instytut Architektów Brytyjskich).
W latach 80. ożenił się z Jadwigą Karwat (ur. 30 listopada 1956 r., córką Jana Karwata oraz Marii ze Sczanieckich, prawnuczki Romana Dominika Cichowskiego), z zawodu psychologiem klinicznym, z którą ma dwóch synów: Dominika (ur. 1989 r.) oraz Jerzego (ur. 1991 r.).